# Nathan Sturgis
Nathan Radford Sturgis (St. Augustine, 6 luglio 1987) è un ex calciatore statunitense, di ruolo centrocampista.

## Carriera

### Club
Sturgis ha iniziato a giocare, da bambino, per un club chiamato First Coast Kyx, che ha la sede non lontano da St. Augustine. Ha avuto anche delle buone stagioni durante le superiori, con la Nease High School.
Ha poi giocato per l'Ajax Orlando nel 2004 e nella Clemson University, fino al 2005. Proprio con quest'ultima, nel 2004, ha segnato tre reti ed è stato anche inserito nell'ACC All-Freshman Team. Con altre due reti, ha condotto la sua squadra alla vittoria nella College Cup. Nel 2005 ha vinto diversi premi a livello giovanile. Ha poi firmato un contratto Generation Adidas con la MLS ed è stato scelto, al dodicesimo turno del SuperDraft 2006 dai Los Angeles Galaxy.
Nel pre-stagione con i Galaxy, in Inghilterra, ha sfidato squadre di alto livello, tra cui gli allora campioni in carica del Chelsea. Il 21 giugno 2007, è stato scambiato al Real Salt Lake assieme a Robbie Findley, in cambio del veterano Chris Klein.
Il 26 novembre 2008, è stato scelto dai Seattle Sounders nel secondo turno del Draft d'espansione.

### Nazionale
Sturgis ha giocato per diverse squadre giovanili degli Stati Uniti. Ha fatto parte degli Stati Uniti under 20 al mondiale di categoria 2005.

## Palmarès

### Club
- Campionato MLS: 1

Seattle Sounders: 2016